# フリードリッヒ・ベルギウス
フリードリッヒ・カール・ルドルフ・ベルギウス（Friedrich Karl Rudolf Bergius, 1884年10月11日 - 1949年3月30日）は、ドイツの化学者。高圧下における化学の研究の功績により1931年にノーベル化学賞をカール・ボッシュとともに受賞した。

## 生涯
化学技術者の子として生まれ、幼少期の大部分を化学工場で過ごした。1903年にブレスラウ大学に入学、1905年にはライプツィヒ大学へと移り、1907年に卒業した。1909年、フリッツ・ハーバーの指導を受けるため、カールスルーエに移った。そこで、化学平衡の研究を行って300気圧を状態を達成した。その後、石炭を液体炭化水素に変換するベルギウス法の開発や、木材から糖を作る研究を行った。1912年にハノーファー大学で教授資格を取得し、のちに教授に就任した。
第2次世界大戦勃発後にオーストリアへ避難するが、自宅と研究所を空襲で失った。終戦後はIG・ファルベンインドゥストリーで働いた過去を追及されて、イタリア・トルコ・スイスを経てアルゼンチンへ逃亡し、1949年、ブエノスアイレスで亡くなった。

## 受賞歴
- 1928年 リービッヒ・メダル
- 1931年 ノーベル化学賞
- 1937年 ヴィルヘルム・エクスナー・メダル